# ۴ای-گیمز
۴ای-گیمز (به انگلیسی: 4A-Games) نام یک شرکت سازنده بازی‌های کامپیوتری، واقع در کیف، پایتخت اوکراین است. این شرکت در سال ۲۰۰۶ میلادی تاًسیس گردید و بخاطر ساخت بازی مترو ۲۰۳۳، مشهور است.
این شرکت یک سال قبل از انتشار بازی S.T.A.L.K.E.R. : Shadow of Chernobyl، توسط کارکنان سابق شرکت GSC Game World تاًسیس شد.

## لیست بازی‌های این شرکت
| Year | Title           | Platform(s) | Platform(s) | Platform(s) | Platform(s) | Platform(s) | Platform(s) |
| Year | Title           | PS3         | Win         | X360        | Mac         | PS4         | XBOX One    |
| ---- | --------------- | ----------- | ----------- | ----------- | ----------- | ----------- | ----------- |
| ۲۰۱۰ | Metro 2033      | نه          | آری         | آری         | نه          | نه          | نه          |
| ۲۰۱۳ | مترو: آخرین نور | آری         | آری         | آری         | نه          | آری         | نه          |
| ۲۰۱۹ | مترو:اکسدس      | نه          | آری         | نه          | نه          | آری         | آری         |